# Phaseolodes rhodanthum
Phaseolodes rhodanthum là một loài thực vật có hoa trong họ Đậu. Loài này được (Baill.) Kuntze miêu tả khoa học đầu tiên năm 1891.